# Шевченковский сельский совет (Приазовский район)
Шевченковский сельский совет (укр. Шевченківська сільська рада) — входит в состав Приазовского района
Запорожской области Украины.
Административный центр сельского совета находится в с. Шевченко.

## История
- 1959 — дата образования.

## Населённые пункты совета
- с. Шевченко
- с. Петровка

## Ликвидированные населённые пункты совета
- с. Новотроицкое